# Zach Bryan (альбом)
Zach Bryan — четвёртый студийный альбом американского кантри-певца Зака Брайана, вышедший 25 августа 2023 года на лейблах Belting Bronco и Warner Records. Продюсером был сам певец. В записи участвовали кантри-певица Кейси Масгрейвс, фолк-дуэт The War and Treaty, певица Сьерра Феррелл и фолк-рок группа the Lumineers.
Альбом дебютировал на вершине американского хит-парада Billboard 200 с самой большой неделей потоковых продаж для рок-альбома. Одновременно, его ведущий сингл «I Remember Everything» (при участии Масгрейвс) дебютировал на первом месте в Billboard Hot 100.

## Об альбоме
Брайан рассказал, что за всеми песнями альбома не стоит «никакого грандиозного объяснения» или «загадки в рассуждениях». Вместо этого он просто назвал их «стихами и песнями», которыми он хотел поделиться, потому что считал их особенными. Он назвал композиции «тяжелыми» и «полными надежд», но самое главное для него — это то, что они его. После выхода Брайан заявил, что слушатели не должны приходить к альбому, думая, что он станет «лидером чартов» или что это было его «намерением», иначе они будут «сильно разочарованы».
Впервые Брайан поделился превью десяти треков 25 июня 2023 года в своем Instagram и намекнул на скорый выход альбома. Он также сообщил, что эта пластинка предназначена для него и что ему не важно, понравится ли она слушателям. 9 августа автор-исполнитель анонсировал альбом, сообщив подробности об обложке и треклисте. В 15-трековом проекте Брайан смешивает «элементы инди-рока и фолка со своим уникальным подходом» к кантри-музыке..
16 песен в основном посвящены одним и тем же темам — «способности этого мира развратить нас в противовес силам, которые поддерживают нас» — написал Том Вильямс из Pastemagazine.
В поддержку альбома Брайан отправится в концертный тур Quittin Time Tour '24, который продлится до 2024 года. Он начнется 6 марта в Юнайтед-центр в Чикаго, штат Иллинойс, и завершится 19 декабря в arclays Center в Бруклине, Нью-Йорк.

## Отзывы
| Совокупная оценка | Совокупная оценка |
| Источник          | Оценка            |
| ----------------- | ----------------- |
| Metacritic        | 79/100            |
| Оценки критиков   |                   |
| Источник          | Оценка            |
| AllMusic          | [ 11 ]            |
| Paste             | 8.1/10            |
| Pitchfork         | 6.7/10            |
| Rolling Stone     | [ 13 ]            |

На агрегаторе рецензий Metacritic на основе четырех отзывов критиков Zach Bryan получил 79 баллов из 100, что свидетельствует о «в целом благоприятном» приеме.
В положительной рецензии Мора Джонстон из Rolling Stone отметила, что Брайан демонстрирует «тщательную презентацию своих очевидных талантов автора песен», что делает его «захватывающим слушателей», и высоко оценила его способность не только давать своим песням возможность дышать, но и «проникаться ими и тосковать». По мнению Джонстона, альбом представляет собой смесь «задорных нэшвиллских историй» и «американского реализма». Сэм Содомски из Pitchfork' написал, что Брайан «работает с традиционалистским пониманием написания песен и интенсивной, искренней эмоциональностью хартленд-рока», заключив, что его «яростная решимость также оказывается его спасительной благодатью. Какой бы эффект ни произвели на вас его песни, никогда не возникает сомнений в том, что они идут от сердца».
Том Вильямс из Pastemagazine отметил, что творчество Брайана находится на карьерном и эмоциональном пике и написал в своей рецензии: «Zach Bryan — это трогательный портрет самых запутанных, промежуточных моментов жизни. Если в этой музыке и есть какая-то главная мысль, то она заключается в том, что путешествие часто бывает более полезным или, по крайней мере, более показательным, чем место назначения».

### Итоговые годовые списки
| Публикация/критик  | Список                                 | Ранг | Ссылка |
| ------------------ | -------------------------------------- | ---- | ------ |
| Billboard          | The 50 Best Albums of 2023: Staff List | 4    | [ 14 ] |
| Consequence        | The 50 Best Albums of 2023             | 8    | [ 15 ] |
| The New York Times | Jon Caramanica's Best Albums of 2023   | 8    | [ 16 ] |
| Rolling Stone      | The 100 Best Albums of 2023            | 10   | [ 17 ] |
| The Ringer         | The 27 Best Albums of 2023             | 23   | [ 18 ] |

## Коммерческий успех
Zach Bryan дебютировал на первом месте в американском хит-параде Billboard 200 с 200 000 альбомно-эквивалентных единиц, что стало самой большой неделей продаж для рок-альбома за последние четыре года и первым альбомом Брайана номер один. Кроме того, альбом получил самую большую неделю потокового вещания для рок-альбома за всю историю чартов Billboard'. Альбом также дебютировал на первом месте в чартах Канады и Новой Зеландии и на втором месте в Австралии и Ирландии.
Альбом стал 7-м диском Брайана в Топ-10 фолк-чарта Americana/Folk Albums (запущенного в 2009 году). Здесь лидируют Боб Дилан с 30 альбомами в Топ-10 и Нил Янг (25). Кроме того, 7 октября 2023 года лишь второй раз в истории этого чарта сразу три первых места (Топ-3) заняли альбомы одного исполнителя (Зака Брайана): № 1 — Zach Bryan, № 2 — Boys of Faith, № 3 — American Heartbreak (он в 2022—2023 годах был 61 неделю на № 1). Впервые этот рекорд установил Крис Стэплтон, когда он 11 недель лидировал в 2017—18 годах.

## Список композиций
| №                   | Название                                              | Длительность |
| ------------------- | ----------------------------------------------------- | ------------ |
| 1.                  | «Fear and Friday's (Poem)»                            | 1:47         |
| 2.                  | «Overtime»                                            | 3:10         |
| 3.                  | «Summertime's Close»                                  | 3:06         |
| 4.                  | «East Side of Sorrow»                                 | 3:29         |
| 5.                  | «Hey Driver» (при участии The War and Treaty)         | 3:47         |
| 6.                  | «Fear and Friday's»                                   | 2:51         |
| 7.                  | «Ticking (Co-written with Justin Byrd)»               | 4:02         |
| 8.                  | «Holy Roller» (при участии Сьерра Феррелл)            | 3:36         |
| 9.                  | «Jake's Piano – Long Island»                          | 5:19         |
| 10.                 | «El Dorado»                                           | 3:02         |
| 11.                 | «I Remember Everything» (при участии Кейси Масгрейвс) | 3:47         |
| 12.                 | «Tourniquet»                                          | 3:09         |
| 13.                 | «Spotless» (при участии the Lumineers)                | 2:49         |
| 14.                 | «Tradesman»                                           | 3:07         |
| 15.                 | «Smaller Acts»                                        | 3:07         |
| 16.                 | «Oklahoman Son»                                       | 4:09         |
| Общая длительность: | Общая длительность:                                   | 54:23        |

## Чарты
| Чарт (2023)                              | Высшая позиция |
| ---------------------------------------- | -------------- |
| Австралия (ARIA)                         | 2              |
| Австралия (Country, ARIA)                | 1              |
| Канада (Canadian Albums Chart)           | 1              |
| Ирландия (Irish Albums Chart)            | 2              |
| Новая Зеландия (RMNZ)                    | 1              |
| Норвегия (VG-lista)                      | 9              |
| Шотландия (Scottish Albums Chart)        | 29             |
| Швеция (Sverigetopplistan)               | 34             |
| Великобритания (UK Albums Chart)         | 22             |
| Великобритания (UK Country Albums Chart) | 3              |
| США (Billboard 200)                      | 1              |
| США (Billboard Folk Albums)              | 1              |
| США (Billboard Top Country Albums)       | 1              |
| США (Billboard Top Rock Albums)          | 1              |

| Чарт (2023)                         | Позиция |
| ----------------------------------- | ------- |
| Австралия (ARIA)                    | 80      |
| Канада (Billboard)                  | 40      |
| США (Billboard 200)                 | 50      |
| США (Folk Albums, Billboard)        | 2       |
| США (Top Country Albums, Billboard) | 12      |
| США (Top Rock Albums, Billboard)    | 7       |

| Чарт (2024)                         | Позиция |
| ----------------------------------- | ------- |
| Австралия (ARIA)                    | 31      |
| Австралия (Country Albums, ARIA)    | 4       |
| Канада (Billboard)                  | 7       |
| Мир (Global Albums, IFPI)           | 19      |
| Новая Зеландия (RMNZ)               | 30      |
| Швеция (Sverigetopplistan)          | 56      |
| США (Billboard 200)                 | 7       |
| США (Folk Albums, Billboard)        | 2       |
| США (Top Country Albums, Billboard) | 2       |
| США (Top Rock Albums, Billboard)    | 2       |

## Сертификации
| Регион                                                                      | Сертификация | Продажи   |
| --------------------------------------------------------------------------- | ------------ | --------- |
| Австралия (ARIA)                                                            | Золотой      | 35 000    |
| Канада (Music Canada)                                                       | Платиновый   | 80 000    |
| Новая Зеландия (RMNZ)                                                       | Платиновый   | 15 000    |
| Великобритания (BPI)                                                        | Серебряный   | 60 000    |
| США (RIAA)                                                                  | Платиновый   | 1 000 000 |
| Данные о продажах + прослушиваниях приведены только на основе сертификации. |              |           |